# Дембноволя (гміна Моґельниця)
Дембноволя (пол. Dębnowola) — село в Польщі, у гміні Могельниця Груєцького повіту Мазовецького воєводства.
Населення — 202 особи (2011).
У 1975-1998 роках село належало до Радомського воєводства.

## Демографія
Демографічна структура станом на 31 березня 2011 року:
|          | Загалом | Допрацездатний вік | Працездатний вік | Постпрацездатний вік |
| -------- | ------- | ------------------ | ---------------- | -------------------- |
| Чоловіки | 94      | 18                 | 56               | 20                   |
| Жінки    | 108     | 24                 | 49               | 35                   |
| Разом    | 202     | 42                 | 105              | 55                   |